# San Salvador de Quije (distrito)
San Salvador de Quije é um distrito do Peru, departamento de Ayacucho, localizada na província de Sucre.

## Transporte
O distrito de San Salvador de Quije é servido pela seguinte rodovia:
- AY-105, que liga a cidade de San Pedro de Larcay ao distrito de Querobamba
- AY-103, que liga a cidade ao distrito de Los Morochucos [1][2][3]